# Рамнику Сарат (град)
Рамнику Сарат (рум. Râmnicu Sărat) град је у у средишњем делу Румуније, у историјској покрајини Влашка. Рамнику Сарат је други по важности град у округу Бузау.
Рамнику Сарат према последњем попису из 2002. има 38.828 становника.

## Географија
Град Рамнику Сарат налази се у североисточном делу покрајине Влашке, на самој граници са покрајином Молдавијом. Град је на истоименој реци Рамник у брежуљкастом делу земље. Од седишта државе, Букурешта, Рамнику Сарат је удаљен око 130 km североисточно.

## Становништво
У односу на попис из 2002, број становника на попису из 2011. се смањио.
| 1966.  | 1977.  | 1992.  | 2002.  | 2011.  |
| ------ | ------ | ------ | ------ | ------ |
| 22.336 | 28.689 | 41.405 | 38.805 | 33.843 |

Румуни чине већину градског становништва, а од мањина присутни су само Роми. Пре Другог светског рата Јевреји су чинили значајан део градског становништва.

## Галерија
- Градска кућа
- Градска железничка станица
- Старо здање
- Споменик захвалности Суворову